# Diuris micrantha
Diuris micrantha är en orkidéart som beskrevs av David Lloyd Jones. Diuris micrantha ingår i släktet Diuris och familjen orkidéer. Inga underarter finns listade i Catalogue of Life.